# Alconeura planata
Alconeura planata är en insektsart som beskrevs av Ball och Delong 1925. Alconeura planata ingår i släktet Alconeura och familjen dvärgstritar.
Artens utbredningsområde är Utah. Inga underarter finns listade i Catalogue of Life.